# Science-Fiction-Jahr 2007
Übersicht

◄◄ | ◄ | 2003 | 2004 | 2005 | 2006 | Science-Fiction-Jahr 2007 | 2008 | 2009 | 2010 | 2011 | ► | ►►

Weitere Ereignisse